# 科什·胡贝特
科什·胡贝特（匈牙利語：Kós Hubert，2003年3月28日—），匈牙利男子游泳运动员，2022年欧洲游泳锦标赛男子200米个人混合泳金牌得主、2023年世界游泳锦标赛男子200米仰泳金牌得主。